# Malonzuur
Malonzuur of propaandizuur is een organische verbinding met als brutoformule C3H4O4. De stof komt voor als een witte kristallijne vaste stof. Esters en zouten van malonzuur worden malonaten genoemd. De benaming malonzuur is afkomstig van het Latijnse woord voor appel (malus). Malonzuur ontstaat namelijk bij de oxidatie van appelzuur.

## Synthese
Malonzuur wordt onder ander bereid door de reactie van natriumcyanide met chloorazijnzuur, waardoor cyanoazijnzuur ontstaat. Dit wordt gevolgd door de hydrolyse van de nitrilgroep met behulp van natriumhydroxide.

## Eigenschappen
Malonzuur is een witte, vaste stof met een smeltpunt van 135-137,1°C en is makkelijk oplosbaar in water. Boven het smeltpunt vindt decompositie plaats tot CO2 en azijnzuur. In water gebeurt dit reeds boven 70°C. Net zoals het analoge oxaalzuur is het een relatief sterk dicarbonzuur, met als zuurconstanten:
- pKa1 = 2,83
- pKa2 = 5,70

## Pathologie
Als verhoogde malonzuurspiegels gepaard gaan met verhoogde methylmalonzuurspiegels, kan dit wijzen op de stofwisselingsziekte gecombineerde malon- en methylmalonacidurie (CMAMMA). Door de verhouding tussen malonzuur en methylmalonzuur in het bloedplasma te berekenen, kan CMAMMA worden onderscheiden van klassieke methylmalonzuururie.

## Toepassingen
Malonzuur is een veelgebruikte bouwsteen in de organische chemie en kan bijvoorbeeld in combinatie met ureum gebruikt worden voor de synthese van barbituurzuurderivaten en barbituraten. Daarnaast wordt het gebruikt bij condensatiereacties waarbij een onverzadigd carbonzuur ontstaat. Esters van malonzuur zijn uitgangsproducten in de zogenaamde malonzuurestersynthese waarbij andere carbonzuren bereid worden.